# Nicodemo Gentile
Nicodemo Gentile (n. 24 iunie 1969, Cirò, Calabria, Italia) este un avocat italian, care a devenit cunoscut mai ales ca personalitate de televiziune. El și-a început cariera apărându-i pe săracii și oamenii străzii din Perugia. Este, începând din 2020, președintele Asociației Penelope.

## Biografie
Născut în Cirò în 1969, a absolvit Dreptul și s-a mutat la Perugia, unde s-a specializat în drept penal și a devenit un expert în dreptul imigrației.
Cariera sa a fost dedicată întotdeauna familiilor victimelor infracțiunilor și ale persoanelor dispărute. A devenit cunoscut în toată Italia și este membru al Asociației Penelope, fondată în 2002, care se ocupă de problemele femeilor victime ale violenței masculine. Începând din 2020 este președinte al acestei Asociații.
De câțiva ani a fost mereu prezent la televiziune, ca invitat la programe precum Chi l'ha visto? și Quarto grado și dă voce familiilor persoanelor dispărute.

## Cărți
- 2018: Gentile, Nicodemo: Laggiù tra il ferro – Storie di vita, storie di reclusi, Imprimatur.
- 2018: Gentile, Nicodemo: Nella terra del niente. Storie di scomparse, storie di famiglie. Edizioni Faust. ISBN: 8898147805.
- 2019: Gentile, Nicodemo: Il padrone. Storia di una manipolazione, storia di una tragedia. Edizioni Faust.
- 2021: Gentile, Nicodemo: Nulla è come appare. Storie di delitti, storie di accertamenti tecnici. Edizioni Faust. ISBN: 979-1280029089.